# Kutta-Schukowski-Transformation

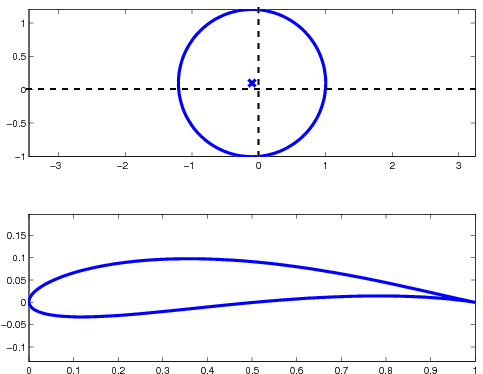
Urbild und Bild einer Kutta-Schukowski-Transformation

Reibungsfreie, inkompressible Strömung um ein Tragflügelprofil, berechnet mit der Joukowski-Transformation. Die Blaustufungen repräsentieren den Druck (je dunkler, desto höher).

Die Kutta-Schukowski-Transformation, oft auch nur Schukowski-Transformation oder nach anderer Transkription Joukowski-Transformation genannt, ist ein mathematisches Verfahren, das Anwendung in der Strömungslehre und Elektrostatik findet. Sie ist die einfachste Transformation, die auf einen Kreis angewendet als Ergebnis Tragflächenprofile liefert. Sie ist nach Martin Wilhelm Kutta und Nikolai Jegorowitsch Schukowski benannt.

## Definition
Die Kutta-Schukowski-Transformation lässt sich mit komplexen Zahlen darstellen, es handelt sich um eine konforme Abbildung. Sie entspricht genauer einer Funktion {\displaystyle f\colon \mathbb {C} \setminus \{0\}\rightarrow \mathbb {C} } mit der Gleichung
{\displaystyle \zeta =f(z)=z+{\frac {a^{2}}{z}}}
mit einem reellen Parameter {\displaystyle a}. Um Tragflächenkonturen mit gewölbter Mittellinie zu erzeugen, sind zudem noch geometrische Berechnungen nötig, da hier der Ausgangspunkt der Transformation nicht das Zentrum, sondern ein um {\displaystyle x} und {\displaystyle y} verschobener Punkt innerhalb des Kreises sein muss.

## Eigenschaften
Mit {\displaystyle x,y\in \mathbb {R} ,\;z=x+\mathrm {i} y} und der imaginären Einheit {\displaystyle \mathrm {i} } bekommt man
{\displaystyle \zeta ={\frac {x^{2}+y^{2}+a^{2}}{x^{2}+y^{2}}}x+\mathrm {i} {\frac {x^{2}+y^{2}-a^{2}}{x^{2}+y^{2}}}y}
Alle reellen Zahlen und die komplexen auf dem Kreis um den Ursprung mit Radius {\displaystyle a} werden auf reelle Zahlen abgebildet:
{\displaystyle z\in \mathbb {R} \vee |z|=a\Longrightarrow z\mapsto \zeta \in \mathbb {R} }
Ein Kreis durch den Ursprung mit Radius größer als {\displaystyle a} wird auf eine Ellipse abgebildet.

### Abbildung einer Kreisscheibe auf die Ebene mit Schlitz
Die Funktion {\displaystyle \zeta =f(z)} bildet das Äußere (oder Innere) eines Kreises mit Radius {\displaystyle a} in der {\displaystyle z}-Ebene auf die {\displaystyle \zeta }-Ebene mit Schlitz ab. Die Umkehrung dieser Abbildung, das heißt
{\displaystyle z_{1,2}(\zeta )={\frac {\zeta }{2}}\pm {\sqrt {{\frac {\zeta ^{2}}{4}}-a^{2}}}},
ist nicht eindeutig für alle Punkte, die auf den Flanken des Schlitzes liegen, mit Ausnahme der Enden des Schlitzes. Die beiden Werte {\displaystyle z_{1}} und {\displaystyle z_{2}} sind reziprok zueinander ({\displaystyle z_{1}z_{2}=a^{2}}) und es ist diejenige Zahl zu nehmen, deren Betrag größer oder gleich {\displaystyle a} ist (bzw. kleiner gleich {\displaystyle a} ist). Auf den Flanken gelten {\displaystyle z_{1,2}=a\mathrm {e} ^{\pm \mathrm {i} \varphi }}, {\displaystyle \vert z_{1,2}\vert =a}, {\displaystyle \zeta =2a\cos(\varphi )\in \mathbb {R} } und {\displaystyle z_{2}} ist zu {\displaystyle z_{1}} konjugiert komplex. Die Schlitzenden selbst liegen bei {\displaystyle \zeta =\pm 2a} bzw. {\displaystyle z=\pm a}. Für alle anderen Punkte der {\displaystyle \zeta }-Ebene ({\displaystyle \zeta \notin \mathbb {R} } oder {\displaystyle \vert \zeta \vert \geq 2a}) ist die Abbildung {\displaystyle \zeta \mapsto z(\zeta )} eindeutig.
Diese Eigenschaften werden in der Bruchmechanik bei der Berechnung des Griffith-Risses mit der Airy’schen Spannungsfunktion ausgenutzt.

### Singularität bei z=±a
Die Abbildung hat wegen {\displaystyle {\tfrac {\partial \zeta }{\partial z}}=1-{\tfrac {a^{2}}{z^{2}}}} an den Stellen {\displaystyle z=\pm a} eine Singularität. Der Punkt {\displaystyle z=-a} wird meist in das Innere des Profils abgebildet und tritt dann nicht in Erscheinung. Führt der Kreis in der {\displaystyle z}-Ebene durch {\displaystyle z=a}, dann sind die Tangenten an die Kurvenäste, die in der {\displaystyle \zeta }-Ebene im Punkt {\displaystyle \zeta =2a} ankommen, parallel. Der Hinterkantwinkel ist dann 0° wie in den Bildern.

## Anwendung
Zusammen mit dem Kreis transformiert man auch das Bild der Stromlinien um den Kreis, die Geschwindigkeits- und Druckverteilung, die sich mit der Annahme einer Potentialströmung um den Kreis analytisch berechnen lassen. Die historische und didaktische Bedeutung des Verfahrens beruht auf der Tatsache, dass auch das Ergebnis der Transformation der Strömungsgleichung genügt und man so den dynamischen Auftrieb mit der Blasius’schen Formel oder dem Satz von Kutta-Joukowski errechnen kann. Mit der 1902 entdeckten Formel wurde ein Vergleich zwischen theoretischer und experimenteller Tragflächenforschung möglich und konnten erste auftriebserzeugende Flügelprofile entwickelt werden.

## Geschichte
Kutta benutzte die Transformation für Tragflächenprofile, welche aus unendlich dünnen Kreisbogensegmenten bestanden. Schukowski zeigte, dass man mit dieser Methode auch Profile endlicher Dicke sowie gekrümmter Mittenkontur berechnen kann. Allerdings haben derartig berechnete Profile noch gravierende Nachteile, wie Strömungsablösung und erhöhte Wirbelbildung, weshalb später kompliziertere Transformationsgleichungen benutzt wurden. Solche Simulationen wurden zu jener Zeit auf Analogrechnern ausgeführt. Heute setzt man numerische Verfahren zur Simulation der Strömung ein, was zwei Vorteile hat: Einerseits kann man den Profilverlauf frei wählen, auch dreidimensional, andererseits ist man nicht auf vereinfachte Strömungsgleichungen und -felder angewiesen.